# Football Mountain
Der Football Mountain ist ein 830 m hoher Berg an der Borchgrevink-Küste des ostantarktischen Viktorialands. Er ragt aus dem Gebirgskamm zwischen dem Edisto Inlet und dem Tucker-Gletscher auf. An seiner Nordseite ragt die Felsformation The Football auf.
Der Berg war Standort einer Vermessungsstation von Wissenschaftlern einer von 1957 bis 1958 dauernden Kampagne im Rahmen der New Zealand Geological Survey Antarctic Expedition. Diese benannten ihn nach der Felsformation, die ihrerseits deskriptiv wegen ihrer an einen Football erinnernden Form benannt wurde.